# Acanthoplesiops echinatus
Acanthoplesiops echinatus és una espècie de peix de la família Plesiopidae i de l'ordre dels perciformes. Va ser descrit el 1990 pels ictiòlegs William F. Smith-Vaniz i G. David Johnson.
Els adults poden assolir fins a 4 cm de longitud total. Es troba a Indonèsia.